# Dicranomyia lemmonae
Dicranomyia lemmonae är en tvåvingeart som först beskrevs av Alexander 1953.  Dicranomyia lemmonae ingår i släktet Dicranomyia och familjen småharkrankar.
Artens utbredningsområde är Thailand. Inga underarter finns listade i Catalogue of Life.